# Johann Nepomuk Nestroy
Johann Nepomuk Eduard Ambrosius Nestroy (ur. 7 grudnia 1801 w Wiedniu, zm. 25 maja 1862 w Grazu) – austriacki dramatopisarz, reżyser, aktor i śpiewak operowy.

## Życiorys
Rodzina Johanna Nepomuka Nestroya pochodziła z położonej niedaleko Raciborza śląskiej wsi Pogrzebień; jego dziadek wyemigrował do Wiednia w czasach, gdy Śląsk należał do monarchii Habsburgów. W rodzinie podtrzymywano pamięć pochodzenia, zachowując ścisły kontakt z jej pozostałymi na Śląsku członkami (świadectwem tego jest fakt, że artykułach wspomnieniowych w prasie wiedeńskiej Nestroy określany jest jako Der Wiener aus Pogrzebien (pol. „Wiedeńczyk z Pogrzebienia”)).
Był twórcą około 70 różnego rodzaju sztuk teatralnych, utrzymanych w lokalnym kolorycie codziennego życia wiedeńczyków. Jego komedie, farsy, krotochwile nadal są wystawiane w wiedeńskich teatrach. Współczesna mu krytyka teatralna nie była jednak przychylna, odmawiając jego twórczości wyższego poziomu. Nie cenił jej zbytnio także Heinrich Laube, współczesny mu i pochodzący z Śląska, długoletni dyrektor wielu teatrów wiedeńskich (m.in. Burgtheater). Odmienną opinię miała publiczność wiedeńska, z uznaniem odbierająca rubaszną, ciepłą i inteligentną formę przekazu. Nestroy był wówczas dla lekkiej muzy teatralnej tym, czym dla lekkiej muzyki tanecznej byli ojciec i syn Straussowie.
Dwadzieścia lat po śmierci autora jego sztuki należały do stałego repertuaru teatrów nie tylko wiedeńskich. Krytycy odkryli w nich też wspaniałe ujęcia typowych wiedeńskich charakterów, sytuacji, żartów, humoresek, m.in. w tak popularnych sztukach jak Lumpazi Vagobundus, Einer Jux will er sich machen, Zur ebener Erde uns erster Stock. Obecnie przez krytykę teatralną zaliczany jest do twórców znaczących i o nie przemijającym znaczeniu. Z okazji 100. rocznicy śmierci poczta austriacka wydała znaczek okolicznościowy z popiersiem artysty.
Pochowany został na Cmentarzu Centralnym w Wiedniu.

## Utwory
- Der Zettelträger Papp (1827)
- Sieben/Zwölf Mädchen in Uniform (1827)
- Die Verbannung aus dem Zauberreiche oder Dreißig Jahre aus dem Leben eines Lumpen (1828)
- Dreißig Jahre aus dem Leben eines Lumpen (1829)
- Der Einsilbige oder Ein dummer Diener seines Herrn (1829)
- Der Tod am Hochzeitstage oder Mann, Frau, Kind (1829)
- Der unzusammenhängende Zusammenhang (1830)
- Der gefühlvolle Kerkermeister oder Adelheid die verfolgte Wittib (1832)
- Nagerl und Handschuh oder Die Schicksale der Familie Maxenpfutsch (1832)
- Humoristische Eilwagenreise durch die Theaterwelt (1832)
- Zampa der Tagdieb oder die Braut von Gips (1832)
- Der konfuse Zauberer oder Treue und Flatterhaftigkeit (1832)
- Die Zauberreise in die Ritterzeit oder Die Übermütigen (1832)
- Genius, Schuster und Marqueur oder Die Pyramiden der Verzauberung (1832)
- Der Zauberer Februar oder Die Überraschungen (1833)
- Lumpazivagabundus|Der böse Geist Lumpazivagabundus oder Das liederliche Kleeblatt (1833)
- Robert der Teuxel (1833)
- Der Tritschtratsch (1833)
- Der Zauberer Sulphurelectrimagnetikophosphoratus und die Fee Walpurgiblocksbergiseptemtrionalis oder Die Abenteuer in der Sclaverey oder Asiatische Strafe für europäische Vergehen oder Des ungeratenen Herrn SohnesLeben, Taten und Meinungen, wie auch dessen Bestrafung in der Sklaverei und was sich all dort Ferneres mit ihm begab (1834)
- Müller, Kohlenbrenner und Sesseltrager oder Die Träume von Schale und Kern (1834)
- Das Verlobungsfest im Feenreiche oder Die Gleichheit der Jahre (1834)
- Die Gleichheit der Jahre (1834)
- Die Fahrt mit dem Dampfwagen (1834)
- Die Familien Zwirn, Knieriem und Leim oder Der Welt-Untergangs-Tag (1834)
- Weder Lorbeerbaum noch Bettelstab (1835)
- Eulenspiegel oder Schabernack über Schabernack (1835)
- Der Treulose oder Saat und Ernte (1836)
- Die beiden Nachtwandler oder Das Notwendige und das Überflüssige (1836)
- Der Affe und der Bräutigam (1836)
- Eine Wohnung ist zu vermieten in der Stadt, Eine Wohnung ist zu verlassen in der Vorstadt, Eine Wohnung mit Garten ist zu haben in Hietzing (1837)
- Moppels Abenteuer im Viertel unter Wiener Wald, in Neu-Seeland und Marokko (1837)
- Das Haus der Temperamente (1837)
- Glück, Mißbrauch und Rückkehr oder Das Geheimnis des grauen Hauses (1838)
- Der Kobold oder Staberl im Feendienst (1838)
- Gegen Torheit gibt es kein Mittel (1838)
- Der Färber und sein Zwillingsbruder (1840)
- Der Erbschleicher (1840)
- Die zusammengestoppelte Komödie (1840)
- Der Talisman (1840)
- Das Mädl aus der Vorstadt|Das Mädl aus der Vorstadt oder Ehrlich währt am längsten (1841)
- Einen Jux will er sich machen (1842)
- Die Ereignisse im Gasthofe (1842)
- Die Papiere des Teufels oder Der Zufall (1842)
- Liebesgeschichten und Heiratssachen (1843)
- Das Quodlibet verschiedener Jahrhunderte (1843)
- Eisenbahnheiraten oder Wien, Neustadt, Brünn (1844)
- Der Zerrissene (1844)
- Die beiden Herren Söhne (1845)
- Das Gewürzkrämerkleeblatt oder Die unschuldigen Schuldigen (1845)
- Unverhofft (1845)
- Der Unbedeutende (1846)
- Zwei ewige Juden und Keiner (1846)
- Der Schützling (1847)
- Die schlimmen Buben in der Schule (1847)
- Martha oder Die Mischmonder Markt-Mägde-Mietung (1848)
- Die Anverwandten (1848)
- Freiheit in Krähwinkel (1848)
- Judith und Holofernes (1849)
- Der alte Mann mit der jungen Frau (1849)
- Höllenangst (1849)
- Sie sollen ihn nicht haben oder Der holländische Bauer (1850)
- Der holländische Bauer (1850)
- Karikaturen-Charivari mit Heiratszweck (1850)
- Alles will den Propheten sehen (1850)
- Verwickelte Geschichte (1850)
- Mein Freund (1851)
- Der gemütliche Teufel oder Die Geschichte vom Bauer und der Bäuerin (1851)
- Heimliches Geld, heimliche Liebe (1853)
- Theaterg’schichten durch Liebe, Intrige, Geld und Dummheit (1854)
- Nur keck! (1856)
- Umsonst (1857)
- Tannhäuser (1857)
- Zeitvertreib (1858)
- Lohengrin (1859)
- Frühere Verhältnisse (1862)
- Häuptling Abendwind oder Das greuliche Festmahl (1862)